# Рубатто, Анна Мария
Святая А́нна Мари́я Руба́тто (итал. Anna Maria Rubatto, 14 февраля 1844, Карманьола, Пьемонт — 6 августа 1904, Монтевидео), в монашестве Мария Франци́ска Иису́са (итал. Maria Francesca di Gesù) — итальянская католическая монахиня. Основала монашескую конгрегацию «Сёстры-капуцинки матери Рубатто» (итал. Suore Cappuccine di Madre Rubatto). В основном вела свою деятельность в Уругвае.

## Биография
Родилась в 1844 году в семье Джованни Рубатто и Катарины Павезио. В подростковом возрасте получила предложение выйти замуж, но отклонила его, выбрав религиозное призвание. Потеряла отца в четыре года, мать — в девятнадцать лет. Переехала в Турин, где подружилась с дворянкой Марианной Скоффоне (†1882). Помогала Скоффоне обучать детей катехизису, заботиться больных и бедных.
Однажды утром после мессы в Лоано на строительной площадке на рабочего упал камень. Сёстры из близлежащего монастыря увидели, как Рубатто помогла рабочему, и решили, что именно она им и была нужна. В 1885 году Рубатто принесла монашеские обеты и взяла имя Мария Франциска Иисуса. По распоряжению епископа Филиппо Аллегро она стала настоятельницей общины, которую назвали «Сёстры-капуцинки матери Рубатто». В 1892 году она поехала в Монтевидео, чтобы распространять там свой орден; также работала в Аргентине.
Заболела раком и умерла в 1904 году в возрасте 60 лет. Похоронена в Монтевидео.

## Почитание
Беатифицирована папой Иоанном Павлом II 10 октября 1993 года; считается первой блаженной Уругвая. Канонизирована папой Франциском 15 мая 2022 года.
День памяти — 6 августа.